# Shelly (Minnesota)
Pour les articles homonymes, voir Shelly.
Shelly est une ville américaine située dans le Comté de Norman, dans le Minnesota. Selon le recensement de 2020, sa population est de 179 habitants.

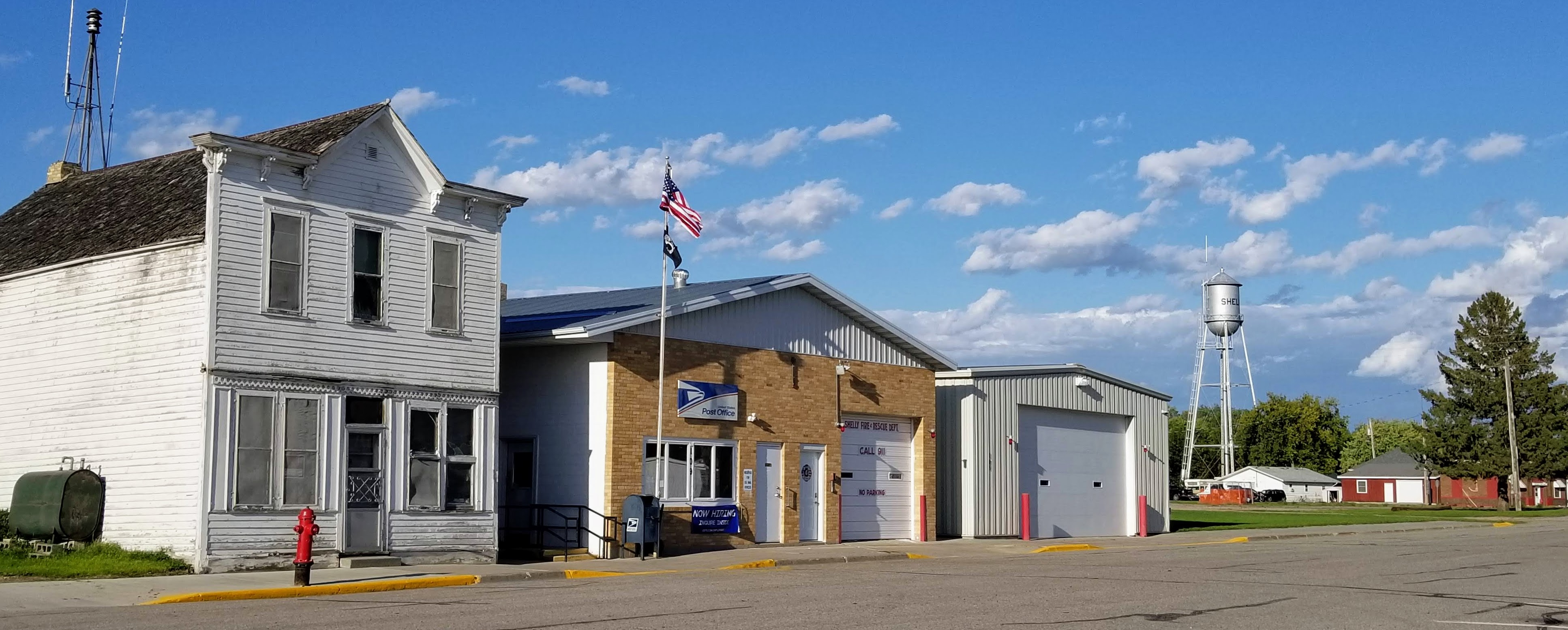
Bâtiments sur McKinley Avenue à Shelly